# Riley McGree
Riley Patrick McGree (sinh ngày 2 tháng 11 năm 1998) là một cầu thủ bóng đá chuyên nghiệp người Úc thi đấu ở vị trí tiền vệ cho câu lạc bộ Middlesbrough ở EFL Championship và đội tuyển quốc gia Úc.

## Thống kê sự nghiệp

### Quốc tế
Tính đến ngày 2 tháng 2 năm 2024.
| Úc        | Úc   | Úc  |
| Năm       | Trận | Bàn |
| --------- | ---- | --- |
| 2021      | 7    | 0   |
| 2022      | 8    | 1   |
| 2023      | 3    | 0   |
| 2024      | 6    | 0   |
| Tổng cộng | 24   | 1   |

| # | Ngày                | Địa điểm                                          | Đối thủ  | Bàn thắng | Kết quả | Giải đấu                 |
| - | ------------------- | ------------------------------------------------- | -------- | --------- | ------- | ------------------------ |
| 1 | 27 tháng 1 năm 2022 | Sân vận động Melbourne Rectangular, Melbourne, Úc | Việt Nam | 4–0       | 4–0     | Vòng loại World Cup 2022 |